# Jahn-Kapelle Klein Vielen

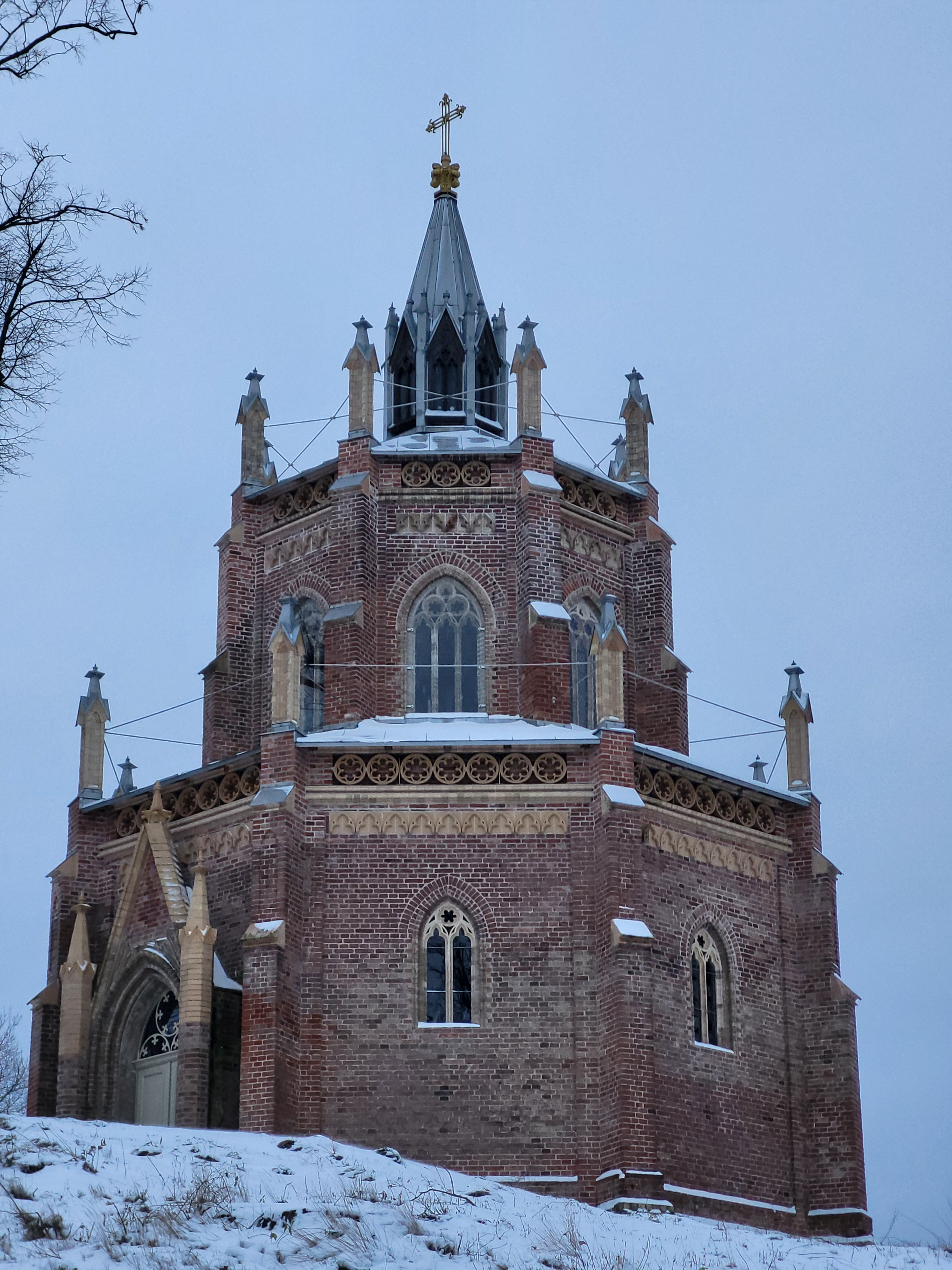
Jahn-Kapelle Klein Vielen

Die Jahn-Kapelle auf dem Klingenberg ist eine Grabkapelle aus Backsteinmauerwerk, die der Eigentümer des Gutes, Eduard Rudolph Jahn (1816–1890), in Klein Vielen bei Neustrelitz in Mecklenburg zu Ehren seiner verstorbenen Frau und seiner Tochter ab 1851 errichten ließ. Sie befindet sich im ehemaligen Park des nicht erhaltenen Gutshauses.

## Architektur

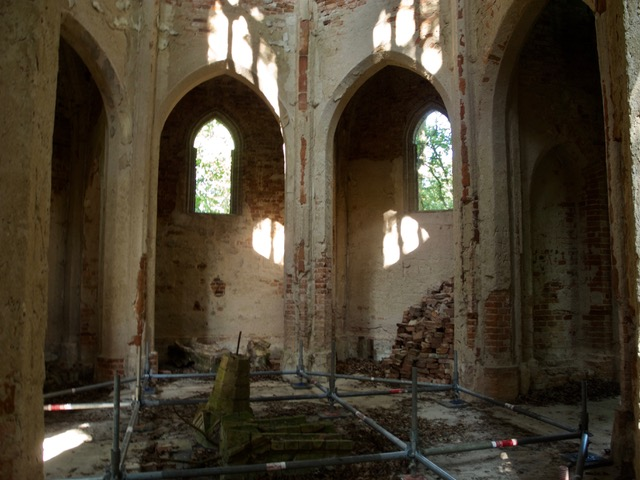
Innenansicht

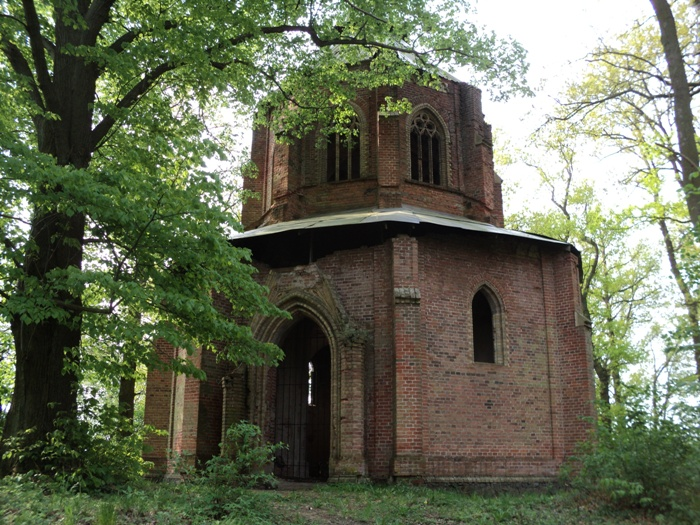
Die Jahn-Kapelle vor der Restaurierung

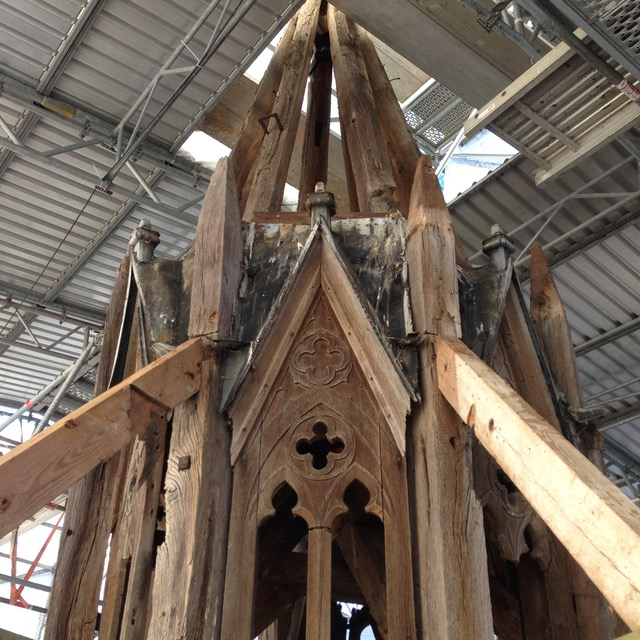
Dachreiter

Die Pläne für das Bauwerk werden dem Architekten Friedrich Wilhelm Buttel zugeschrieben, der Schüler Karl Friedrich Schinkels war und unter anderem die Schlosskirche in Neustrelitz, die Stadtkirche in Fürstenberg (Havel) und die Restaurierung der Neubrandenburger Marienkirche geplant hatte. Die sorgfältige Ausführung der Detailformen der Kapelle, zum Beispiel des Fenstermaßwerks, erinnert an den neugotischen Turmaufsatz der Neubrandenburger Kirche. Die ungewöhnliche Gestaltung als achteckiger neugotischer Zentralbau mit basilikalem Aufbau ist bemerkenswert und geht typologisch auf die oktogonale Form der Grabkirche in der frühmittelalterlichen Architektur (wie zum Beispiel die Grabkirche Mettlach) zurück. Die Abseiten sind mit trapezförmigen Kreuzgewölben versehen, während das zentrale Oktogon durch ein achtseitiges Kreuzgewölbe abgeschlossen wird. Die Fenster in den Abseiten ist mit Maßwerk aus Formsteinen versehen, das bei der Restaurierung wiederhergestellt wurde. In den dreiteiligen Obergadenfenstern ist dieses noch original erhalten. Das Bauwerk ist nach der Restaurierung wieder mit Fialen auf den Strebepfeilern und einem zentralen Dach mit einem Türmchen in der Art gotischer Dachreiter geschmückt. Das Bauwerk wird durch ein spitzbogiges Portal erschlossen, das ebenfalls mit Wimperg und seitlichen Fialen sowie einem maßwerkverzierten Fenster geschmückt ist.

## Umgebung

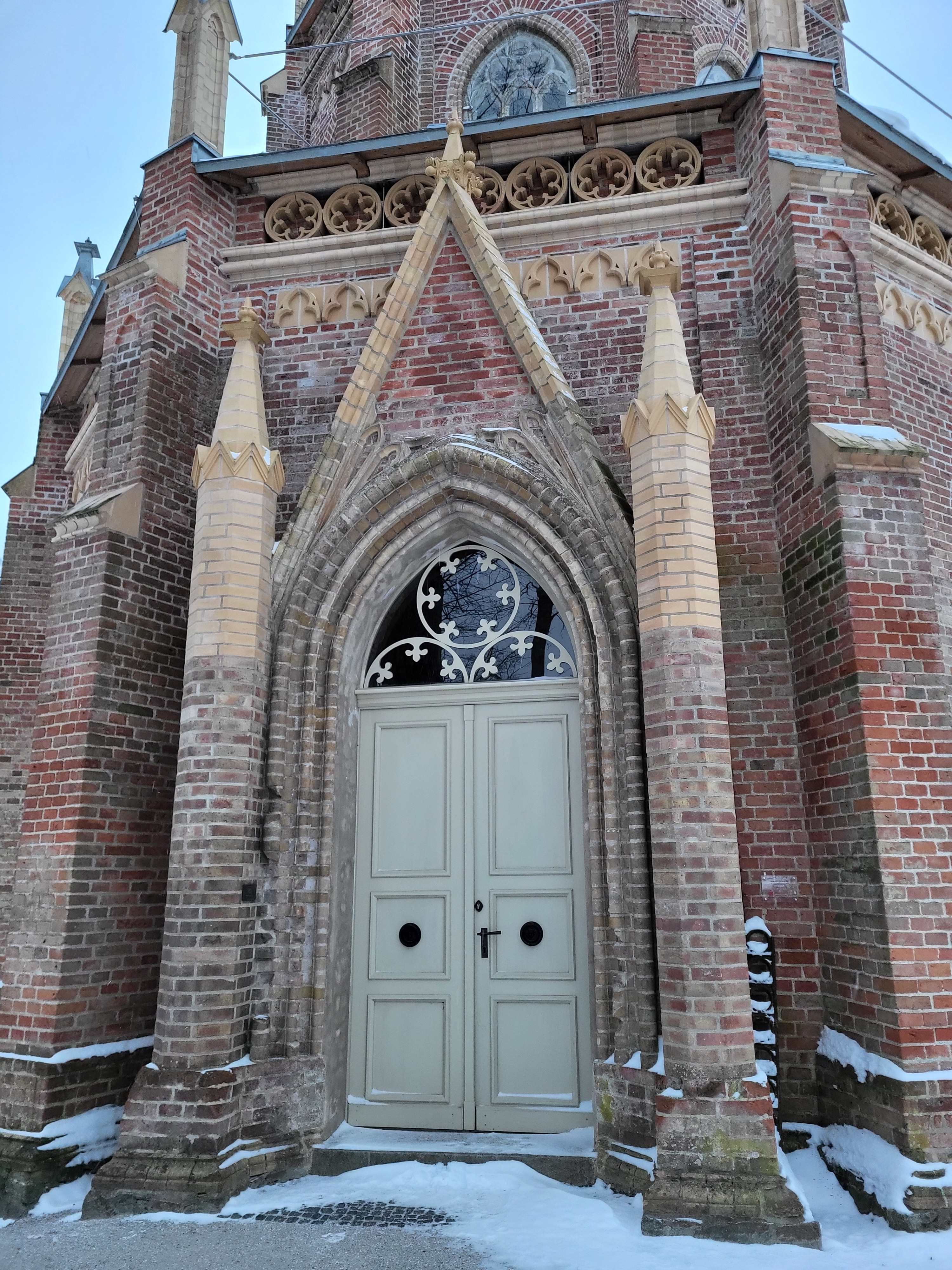
Portal der Jahn-Kapelle in Klein Vielen

Das Bauwerk steht auf dem Klingenberg in einer Landschaft mitten in der Mecklenburgischen Seenplatte. Der Klingenberg ist durch eine Feldsteinmauer von der umgebenden Landschaft abgegrenzt. Ein spiralförmiger Weg führt hinauf zur Kapelle. Die parkartige Gestaltung auf dem Klingenberg wird schrittweise wiederhergestellt. Erste Restaurierungsarbeiten wurden im Frühjahr 2019 durchgeführt.

## Wiederherstellung der Kapelle

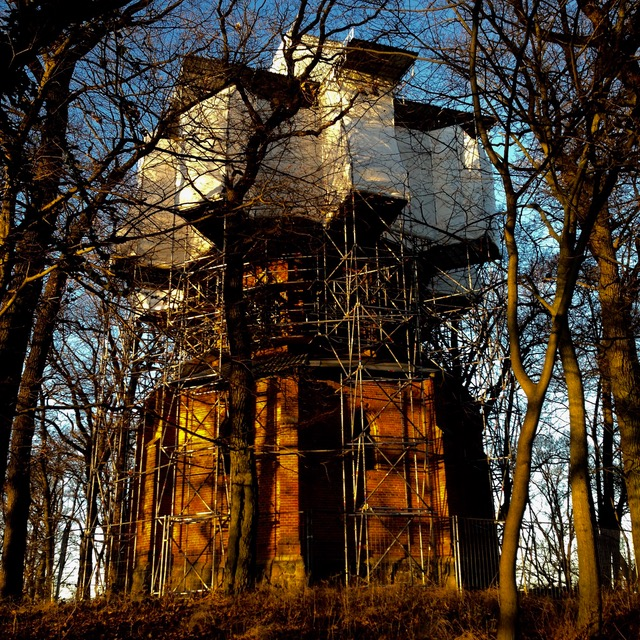
Zustand im Dezember 2016

Nachdem das Gutshaus in Klein Vielen bereits 1947 abgebrannt war, geriet die Kapelle infolge längerer Vernachlässigung und Vandalismus in Verfall. Die Gemeinde Klein Vielen bemüht sich in Zusammenarbeit mit dem 2009 eigens gegründeten Förderverein Jahn-Kapelle Klein Vielen und dem örtlichen Kulturverein Klein Vielen e.V. um die Erhaltung des Bauwerks. Förderer sind die Deutsche Stiftung Denkmalschutz, die Europäische Union, die das Projekt aus LEADER- und ELER-Mitteln ko-finanziert, das Land Mecklenburg-Vorpommern sowie die Ostdeutsche Sparkassenstiftung und die Sparkasse Mecklenburg-Strelitz. Hinzu kommen zahlreiche Einzelspenden.
Die Wiederherstellung der Kapelle begann 2016, wobei eine spätere Nutzung für touristische und kulturelle Zwecke, unter dem Motto Ein Belvedere zwischen Lieps und Havelquelle angestrebt wurde. Zum Abschluss des ersten Bauabschnitts, der Sicherung des oberen Oktogons, wurde im Februar 2018 die restaurierte oberste Kreuzblume auf den wiederhergestellten Dachreiter aufgesetzt. Bis Ende Oktober 2018 konnten die Arbeiten des zweiten Bauabschnittes, zu denen die Zinkdachdeckung, die Sicherung der Gewölbe und die Aufmauerung fehlender Mauerteile des unteren Oktogons gehören, weitgehend fertiggestellt werden.
Ein Baustellenreport dokumentiert die Baufortschritte. Im Herbst 2021 waren die Bauarbeiten so weit fortgeschritten, dass das Gerüst abgebaut werden konnte. Damit ist die nahezu vollständig restaurierte Kapelle wieder sichtbar. Von Mai bis Juli 2022 wurde die Wiederherstellung des Portals als vorläufig letzter Bauabschnitt durchgeführt. Außerdem erhielten 2023 die Grüfte der Familie Jahn ihre historische Einfriedung zurück.